# Герб Долгоруковского района
Герб Долгоруковского района является геральдическим символом Долгоруковского района Липецкой области.
Утверждён решением районного Совета депутатов № 18-рс от 25 декабря 2003 года.
По геральдическим правилам и канонам герб района является гласным.

## Описание герба(блазон)
Щит разбит начетверо на золото, червлень, чернь, лазурь; поверх всего - рука в серебряных латах, выходящая влево из повышенного серебряного облака и держащая стрелу того же металла остриём вниз.

## Обоснование символики
Центр района, село Долгоруково, основано в 1897 году. Долгоруковский район образован в 1928 году. Этими землями в XVIII — XIX вв. владели  князья Ю.В. и В.В. Долгорукие. Их родовой герб стал геральдическим символом данного  района Липецкой области: рука в серебряных латах с копьём. Деление щита на четыре части сохраняет историческую приемственность и отсылает к родовому гербу князей Долгоруковых, который также был разбит начетверо. 
Рука, возникающая из облака, олицетворяет божественную силу, приносит благо и величие. 
Стрела в геральдике — символ целеустремлённости, непреклонности, мужества. 
Направленная стрела вниз говорит о карающем величии божественных сил.
Золото символизирует богатство, справедливость, уважение, великодушие.
Красный цвет символизирует труд, жизнеутверждающую силу, мужество, праздник, красоту.
Лазурь — символ возвышенных устремлений, мышления, искренности и добродетели.
Чёрный цвет символизирует благоразумие, мудрость, свободу, покой и мир.